# Немецки, Отакар
Отака́р Неме́цки (чеш. Otakar Německý; 2 марта 1902 года, Нове-Место-на-Мораве — 18 марта 1967 года, Брно) — чехословацкий лыжник и двоеборец, двукратный чемпион мира. Участник двух первых зимних Олимпиад.

## Карьера
Отакар Немецки родился в 1902 году в спортивной семье. Его старший брат Йозеф тоже был лыжником, участником двух Олимпиад.
На Олимпиаде в Шамони Немецки принимал участие только в состязании двоеборцев и не смог завершить гонку.
Через год на первом в истории чемпионате мира, который проходил у него на Родине в Янске-Лазне Немецки стал одним из главных героев. В отсутствии представителей Скандинавии он выиграл лыжную гонку на 18 километров и индивидуальное соревнование двоеборцев. Через два года в Кортине чехословак стал вторым в двоеборье, уступив только соотечественнику Рудольфу Буркерту.
На Олимпиаде 1928 года Немецки остался без медалей. В лыжной гонке на 18 км он был девятым, а в двоеборье занял 16 место.